# Oleg Soulimenko

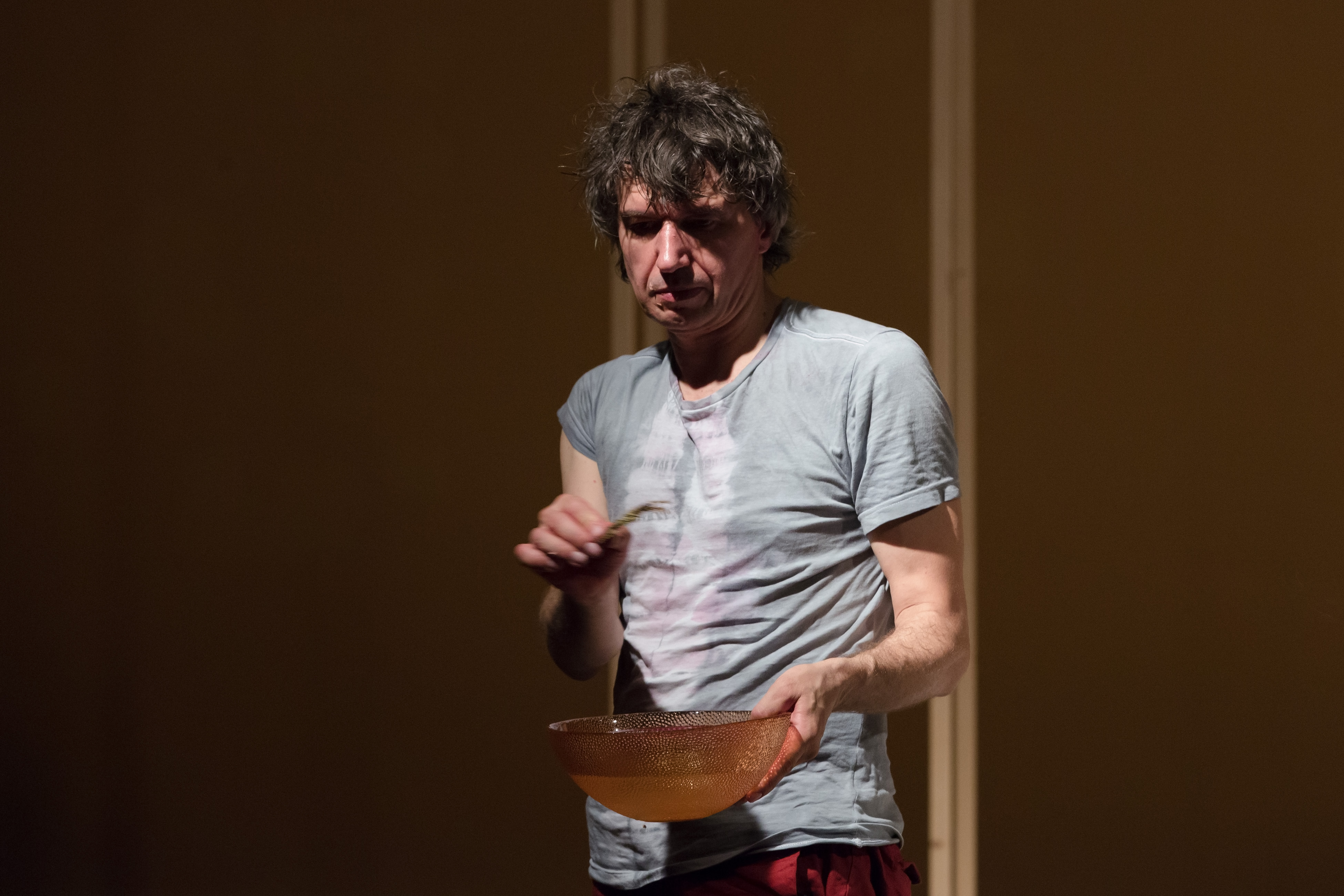
Oleg Soulimenko, ImPulsTanz 2015

Oleg Soulimenko (geboren   1960 in Charkiw) ist ein russischer Tänzer und Choreograf. Er lebt und arbeitet überwiegend in Wien.

## Lebenswerk
1985 schloss er sein Studium des Bauingenieurwesens an der Staatlich Technischen Universität Moskau „N. E. Baumann“ ab. In den folgenden Jahren studierte er Tanz, Darstellungskunst und Improvisation, beispielsweise bei Oleg Kiselev vom Theater der Improvisation und bei Genadi Abramov an der Anatoli Vasiliev Schule für Dramatische Künste. Er belegte auch Kurse in Butoh bei Min Tanaka in Japan.
1990 gründete er das international Laboratorium Saira Blanche Theater in Moskau und erarbeitete Verbindungen von Performance und Improvisation. Von 1996 bis 2000 bestand eine Kollaboration zwischen dem Saira Blanche Theatre und der Wiener Gruppe Lux Flux. Zusammen experimentierten die beiden Gruppen zu den Themen Theater ohne Theater und Präsenz ohne Regie. Sie zeigten ihre gemeinsame Arbeit 1998 beim Malta Festival in Poznań und bei ImPulsTanz in Wien, 1999 bei den Wiener Festwochen und  auch bei Tanz 2000 in Wien. In der Folge entstanden zwei Projekte mit Meg Stuart und Damaged Goods: Highway 101 in Antwerpen und Crashlanding in Moskau. Auch die Arbeiten seiner Saira Blanche Theater erhielten Einladungen nach Ost- und Westeuropa sowie in die Vereinigten Staaten, etwa 1999 zum 8th Annual Improvisation Festival in New York, 2000 zu den Tanztendenzen in Greifswald und zu Tanz in Berlin, 2001 zu I'll never let you go in Stockholm.
Im Jahr 2002 kooperierte er mit dem Tanzquartier Wien und schuf die Produktion East Meets West, einen künstlerischen Dialog zwischen russischen und österreichischen Künstlern. Im selben Jahr war er auch der Kurator des Festivals 'zwei tage' in Zusammenarbeit mit Arge TTP, im_flieger und WUK-Theater.

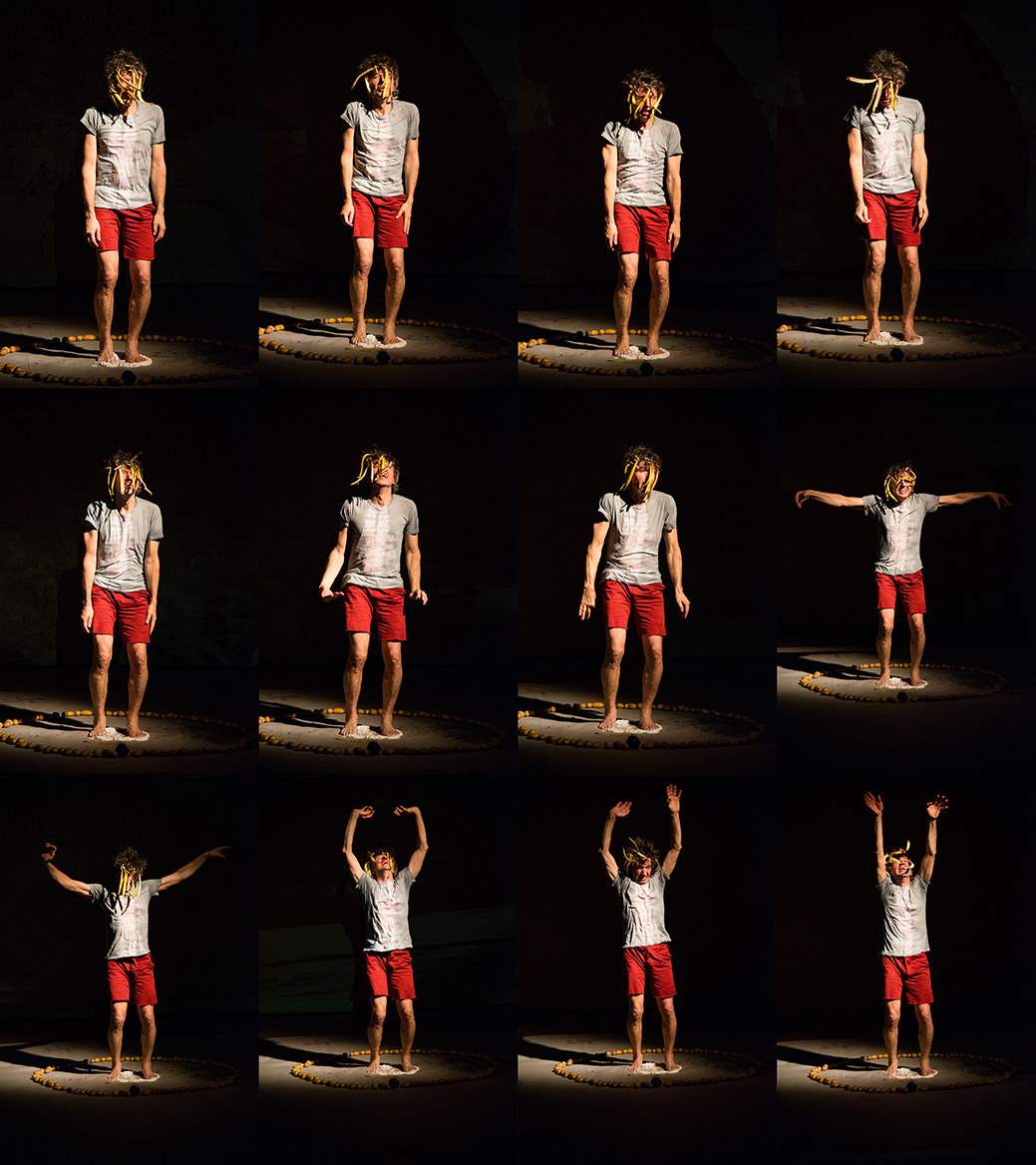
In Meet the Shaman, ImPulsTanz 2015

2012 präsentierten die Wiener Festwochen im Donauturm seine Produktion Made in Austria. Diese Produktion, gemeinsam mit Rosemarie Poiarkov erarbeitet, wurde 2013 auch im Brut Wien gezeigt und 2015 im Hörspiel-Studio von Ö1 ausgestrahlt. 2015 zeigte er, wieder im Brut Wien, die Ergebnisse einer Forschungsreise über den Schamanismus in der russischen Teilrepublik Burjatien: Meet the Shaman. Diese Produktion wurde auch vom ImPulsTanz-Festival eingeladen.
Soulimenko arbeite mit Künstlern wie Lidia Kavina, Steve Paxton, Lisa Nelson, Markus Schinwald und Jennifer Lacey zusammen. Seine Arbeiten wurden bei einer Reihe von Festivals gezeigt, darunter Performa 07 in New York, Tangente in Montreal, Cankarev Dom in Ljubljana oder Steirischer Herbst in Graz, weiters im Dostojewski Theater in St. Petersburg, im Jerusalem Gerard Brecher Center und im Kunstverein Hannover, im Museum für Angewandte Kunst Wien, im Lentos Kunstmuseum Linz und in der Kunsthalle Wien. Er experimentiert auch mit der Komposition elektroakustischer Musik sowie mit Experimentalvideos. Auch diese Arbeiten wurden auf einer Reihe von Festivals gezeigt, bei den Recontres Internationales Paris/Berlin, beim Festival Signali Luminosi in Pesaro, am National Centre for Contemporary Art in Moskau, beim Festival PULSAR in Caracas und beim Festival VARIA in New York.
Seit 2005 unterrichtet er am Dance Department der Linzer Anton Bruckner Universität.